# Кекур (Красноярский край)
Кекур — посёлок в Сухобузимском районе Красноярского края. Входит в состав Высотинского сельсовета.
Расположено на реке Бузим в 23 км к северо-востоку от села Сухобузимское и в 81 км от краевого центра — города Красноярска.
| 2010 |
| ---- |
| 234  |

## История
Основано в 1700 г. казаком Львом Матониным, который набегом отобрал землю у аринов. Со временем род Матониных разбогател, и они оказывали большую благотворительную помощь селу. На средства Матониных в Кекуре была построена церковь, к ней пристроено здание школы, несколько жилых домов для учителей, богадельня для престарелых. Население Кекура занималось сельским хозяйством: сеяли хлеб, держали скот. В 1933 г. 88 семей 394 человека объединились в коллективное хозяйство колхоз «1-е Мая». В 1957 г. была построена Сухобузимская МТС, был организован Сухобузимский совхоз, куда вошел Кекур. А в 1962 г. Кекур передали в совхоз «Горский». В 1969 г. Кекур отошел во вновь организованный совхоз «Маяк». В селе имеются: начальная школа, библиотека, фельдшерско-акушерский пункт, клуб.